# Верхняя Алабуга
Верхняя Алабуга — деревня в Звериноголовском районе Курганской области. Входит в состав Круглянского сельсовета.

## История
До 1917 года входила в состав Плотниковской волости Курганского уезда Тобольской губернии. По данным на 1926 год состояла из 381 хозяйства. В административном отношении являлась центром Верхнеалабугского сельсовета Звериноголовского района Курганского округа Уральской области.

## Население
| 1989 | 2002 | 2010 |
| ---- | ---- | ---- |
| 375  | ↗391 | ↘255 |

По данным переписи 1926 года в деревне проживало 1648 человек (758 мужчин и 890 женщин), в том числе: русские составляли 99 % населения.